# Lithoglyphus
Lithoglyphus is een geslacht van weekdieren uit de klasse van de Gastropoda (slakken).

## Soorten
- Lithoglyphus acutus Cobălcescu, 1883 †
- Lithoglyphus amplus Brusina, 1878 †
- Lithoglyphus bellus Papaianopol, 2006 †
- Lithoglyphus callosus Brusina, 1897 †
- Lithoglyphus cingulatus Cobălcescu, 1883 †
- Lithoglyphus decipiens Brusina, 1885 †
- Lithoglyphus euchilus Brusina, 1902 †
- Lithoglyphus fuchsi Brusina, 1897 †
- Lithoglyphus fuscus (C. Pfeiffer, 1828)
- Lithoglyphus gozhiki Neubauer, Harzhauser, Kroh, Georgopoulou & Mandic, 2014 †
- Lithoglyphus histrio Neumayr in Neumayr & Paul, 1875 †
- Lithoglyphus indifferens Brusina, 1902 †
- Lithoglyphus junturae (D. W. Taylor, 1963) †
- Lithoglyphus maeoticus Papaianopol, 2006 †
- Lithoglyphus nanus Roshka, 1973 †
- Lithoglyphus naticoides (Pfeiffer, 1828)
- Lithoglyphus neumayri Sinzov, 1876 †
- Lithoglyphus novaki Brusina, 1897 †
- Lithoglyphus obliquus Cobălcescu, 1883 †
- Lithoglyphus ornatus Papaianopol, 2006 †
- Lithoglyphus phrygicus Oppenheim, 1919 †
- Lithoglyphus pyramidatus Möllendorf, 1873 †
- Lithoglyphus rarus Papaianopol, 2006 †
- Lithoglyphus rumanus Stefanescu, 1896 †
- Lithoglyphus sphaeridius Anistratenko & Gozhik, 1995 †
- Lithoglyphus stricklandianus (Forbes, 1845) †
- Lithoglyphus subsphaeridius Anistratenko & Gozhik, 1995 †